# Servizio ferroviario metropolitano di Napoli
Il servizio ferroviario metropolitano di Napoli è il servizio ferroviario suburbano dell'area metropolitana napoletana. 
È costituito da otto linee attive e una in costruzione, sette gestite da EAV e una da Trenitalia, integrate tariffariamente tra loro nel consorzio UnicoCampania.
La rete offre collegamenti tra i centri dell'area metropolitana e la città di Napoli, permettendo maggiori coincidenze fra i treni, la metropolitana e le linee urbane di ANM.
La stazione in cui è possibile l'interscambio tra il maggior numero di linee è Napoli Porta Nolana, stazione della ferrovia Circumvesuviana, dove si incontrano cinque linee su otto.

## Rete
La rete si compone attualmente di 8 linee:
| Linea                                       | Rete                  | Inizio              | Fine                      | Apertura | Ultima estensione | Lunghezza | Stazioni | Gestore    |
| ------------------------------------------- | --------------------- | ------------------- | ------------------------- | -------- | ----------------- | --------- | -------- | ---------- |
|                                             |                       | Pozzuoli Solfatara  | Napoli San Giovanni-Barra | 1925     | 2014              | 18,9 km   | 12       | Trenitalia |
| Cumana                                      | Montesanto            | Torregaveta         | 1889                      | 1890     | 19,8 km           | 15        | EAV      |            |
| Circumflegrea                               | Montesanto            | Torregaveta         | 1962                      | 1986     | 27 km             | 16        | EAV      |            |
| Napoli-Nola-Baiano Pomigliano d'Arco-Acerra |                       | Napoli Porta Nolana | Baiano Acerra             | 1884     | 2006              | 38 km     | EAV      | 30         |
| Napoli-Ottaviano-Sarno                      | Sarno                 | Napoli Porta Nolana | 1881                      | 1904     | 38 km             | 26        | EAV      |            |
| Napoli-Torre Annunziata-Sorrento            | Sorrento              | Napoli Porta Nolana | 1934                      | 2017     | 26 km             | 16        | EAV      |            |
| Napoli-Scafati-Poggiomarino                 | Poggiomarino          | Napoli Porta Nolana | 1904                      | -        | 35 km             | 29        | EAV      |            |
| Napoli-Centro Direzionale-San Giorgio       | San Giorgio a Cremano | Napoli Porta Nolana | 1884                      | 2004     | 12 km             | 11        | EAV      |            |

## Storia
La storia delle ferrovie nell'area metropolitana di Napoli inizia nella seconda metà dell'Ottocento, con la concessione della linea Napoli-Nola-Baiano nel 1880 all'ingegner Giovanni Frontini. Nel 1883, la concessione fu ceduta alla società belga Chemin de Fer de Naples-Nola-Bajano et Extensions, che inaugurò il primo tratto tra Napoli e Nola nel 1884 e completò la linea fino a Baiano nel 1885.
Nel 1887, la provincia di Napoli concesse la costruzione della ferrovia Napoli-Ottaviano-Sarno, secondo un progetto dell'ingegner Giuseppe Russo. La linea fu inaugurata nel 1891 fino a San Giuseppe Vesuviano e successivamente estesa a Poggiomarino e Sarno nel 1904. Sempre nello stesso periodo, nel 1901, fu avviata la progettazione della ferrovia Napoli-Torre Annunziata-Poggiomarino da parte dell'ingegnere Gioacchino Luigi Mellucci, con l'inaugurazione della linea nel 1904 e la sua successiva elettrificazione nel 1905.
Nel frattempo, la ferrovia Cumana vide la costituzione della "Società per le Ferrovie Napoletane" nel 1883 e l'apertura della tratta iniziale da Montesanto a Terme Patamia nel 1889. La linea raggiunse ufficialmente Cuma Fusaro nel 1890 e Torregaveta nel 1892. La linea fu elettrificata nel 1927 e subì significative modifiche nel tracciato durante la costruzione della Mostra d'Oltremare negli anni '30.
Nel 1913 venne inaugurata la cosiddetta Alifana bassa che collegava il capoluogo campano con i comuni a nord di Napoli e il casertano. La ferrovia venne realizzata a scartamento ridotto (950 mm) con capolinea a Piazza Carlo III. Questa prima tratta di circa 43 chilometri, era con trazione elettrica a corrente alternata monofase.
Negli anni Trenta, la società belga che gestiva la Napoli-Nola-Baiano andò in liquidazione, cedendo la concessione alla Strade Ferrate Secondarie Meridionali (SFSM) nel 1937. L'acquisizione portò all'ammodernamento della linea, inclusa l'elettrificazione e l'integrazione del materiale rotabile. Negli anni '40, la ferrovia Napoli-Torre Annunziata-Poggiomarino subì danni durante la Seconda Guerra Mondiale e l'eruzione del Vesuvio del 1944, ma fu ricostruita e ampliata negli anni successivi.
Nel 1946, la SEPSA propose la costruzione della ferrovia Circumflegrea per collegare l'entroterra occidentale napoletano e flegreo, con i lavori che iniziarono due anni dopo. La linea fu inaugurata a tratti, con il primo segmento da Montesanto a Soccavo nel 1962 e il completamento finale fino a Torregaveta nel 1986.
Negli anni Sessanta, la Napoli-Ottaviano-Sarno e altre linee gestite dalla SFSM furono modernizzate con l'elevazione delle banchine e la sostituzione dei vecchi impianti elettrici. Anche la ferrovia Cumana vide interventi di raddoppio del binario, con l'inizio dei lavori nel 1975, e l'introduzione di nuove gallerie e tracciati.
Negli anni Settanta, la Napoli-Nola-Baiano assunse una funzione di trasporto suburbano di massa grazie alla crescita demografica dell'area napoletana. Importanti lavori di raddoppio del binario iniziarono, con il completamento di tratte significative negli anni Novanta, come il tratto Casalnuovo-Pomigliano d'Arco nel 1992 e Pomigliano d'Arco-Scisciano nel 1998.
Nel 1985, la Napoli-Nola-Baiano e altre linee furono riscattate dallo Stato e gestite in regime commissariale governativo a causa dei crescenti deficit della SFSM. La gestione commissariale cessò nel 2001, quando le ferrovie locali furono trasferite alle Regioni, portando alla creazione della Circumvesuviana srl, poi integrata nell'Ente Autonomo Volturno (EAV) nel 2012.
Nasce nel 2000 il progetto Sistema della metropolitana Regionale (già Sistema metropolitano regionale, SMR), che segue il Piano comunale dei trasporti del Comune di Napoli stilato nel 1997. Il progetto prevede la costituzione di un grande e complesso sistema di reti ferroviarie (urbane e regionali) da ammodernare o da costruire che si integrano tra di loro grazie a una serie di nodi di interscambio e si collegano a loro volta con quelle nazionali.
Dal 2000 al 2006 i passeggeri del trasporto pubblico in Campania erano aumentati del 30% mentre nella città di Napoli dal 1994 al 2006 i passeggeri passarono da 250.000 a più di un milione. Gli anni Duemila videro ulteriori potenziamenti e inaugurazioni. Nel 2001, la ferrovia Napoli-Centro Direzionale-San Giorgio vide l'apertura di nuove tratte e stazioni, come la stazione di Poggioreale e il "baffo" tra Botteghelle e Madonnelle nel 2004. Nel 2005, il prolungamento della diramazione verso Acerra della Napoli-Nola-Baiano fu completato con la costruzione di una nuova stazione sotterranea ad Acerra.
Parallelamente, i lavori di raddoppio della ferrovia Cumana proseguirono, con nuovi tunnel e stazioni parzialmente completati tra gli anni novanta e duemila. Il raddoppio e la modernizzazione continuarono con lavori ripresi nel 2023 per completare la nuova stazione di Baia, prevista per l'apertura nel 2024.
Nel maggio 2013, il Ministero dei trasporti di concerto con la Regione Campania, ha raggiunto un'intesa sul programma da realizzare in termini di infrastrutture e trasporti; il quadro di risorse complessive da investire ammonta complessivamente a 6 miliardi di euro.
Nel 2017, la qualità del servizio delle ferrovie Cumana e Circumflegrea ha iniziato a migliorare grazie allo sblocco di vari cantieri e all'introduzione di nuovi treni. Importanti lavori infrastrutturali, come l'adeguamento delle gallerie e la costruzione di nuovi tracciati, proseguirono per migliorare l'efficienza delle linee e ridurre i disservizi.

### Linea 2 (Pozzuoli Solfatara-Napoli San Giovanni-Barra)

Mappa della linea 2.

## Le linee

### Cumana

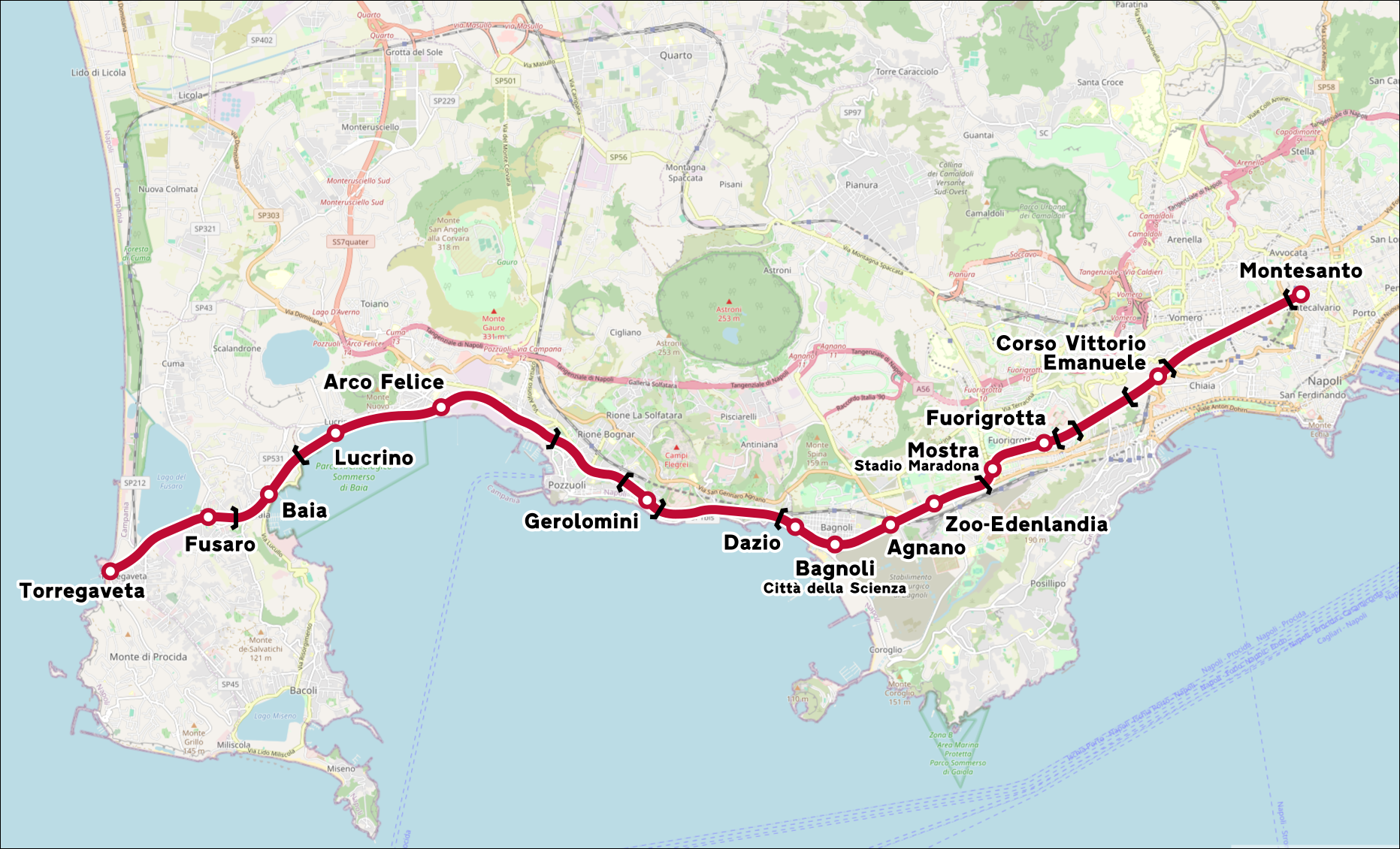
Mappa della Cumana.

La ferrovia Cumana congiunge la stazione di Montesanto con il comune di Pozzuoli e la costa flegrea, giungendo fino a Torregaveta, nel comune di Bacoli. La linea è gestita dall'Ente Autonomo Volturno (EAV).
La Cumana segue un tracciato costiero di circa 20 km, collegando il quartiere di Montecalvario, nel centro urbano di Napoli, con la località di Torregaveta. La linea parte da Montesanto e attraversa vari quartieri di Napoli, tra cui Corso Vittorio Emanuele, Fuorigrotta, Mostra, Agnano, e Bagnoli. Prosegue inoltre nei centri di Pozzuoli, Arco Felice, Lucrino e Fusaro, fino al capolinea di Torregaveta. Entrambi i capolinea, Montesanto e Torregaveta, sono condivisi con la ferrovia Circumflegrea. A Napoli, tra le stazioni di Agnano e Zoo-Edenlandia, vi è un binario di collegamento con il passante ferroviario di Napoli, che attraversa via Diocleziano.
L'orario ufficiale prevede corse cadenzate ogni 15 minuti sulla tratta Montesanto-Bagnoli e ogni 30 minuti sulla tratta Bagnoli-Torregaveta, con il servizio attivo dalle ore 5:00 alle ore 23:00. Tuttavia, le prime e ultime partenze hanno limitazioni di percorso alla stazione di Fuorigrotta.

### Circumflegrea

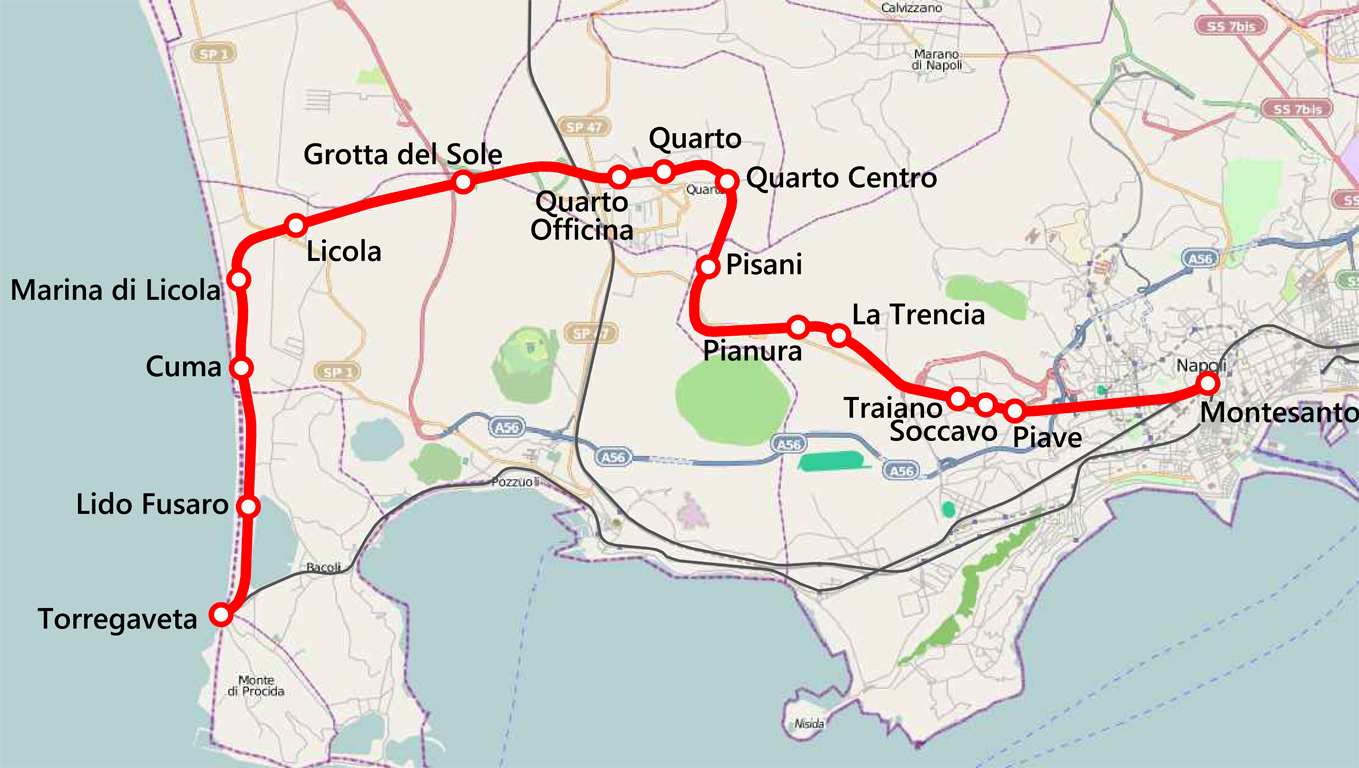
Mappa della Circumflegrea.

La ferrovia Circumflegrea congiunge la stazione di Montesanto e l'area nord-occidentale della città al comune di Quarto e alle località flegree di Licola e Cuma, nel comune di Pozzuoli. La linea è gestita dall'Ente Autonomo Volturno (EAV).
Entrambi i capolinea, Montesanto e Torregaveta, sono condivisi con la ferrovia Cumana. La linea è servita da un treno ogni 24 minuti sulla tratta Montesanto-Licola, mentre la tratta Licola-Torregaveta è indirettamente sospesa dal 2014 a causa della scarsa affluenza di passeggeri.

### Circumvesuviana
La ferrovia Circumvesuviana si estende per 142 km e serve la zona orientale e meridionale della città metropolitana di Napoli, oltre all'Agro nocerino-sarnese e al Baianese. L'infrastruttura, completamente indipendente da altre linee ferroviarie nazionali e regionali, è composta da 5 linee e 93 stazioni con incarrozzamento a raso, con una distanza media tra le stazioni di circa 1,5 km.
La rete è di proprietà della Regione Campania ed è gestita dall'Ente Autonomo Volturno (EAV), che svolge sia il ruolo di gestore dell'infrastruttura che di operatore del servizio ferroviario.

#### Napoli - Centro Direzionale - San Giorgio

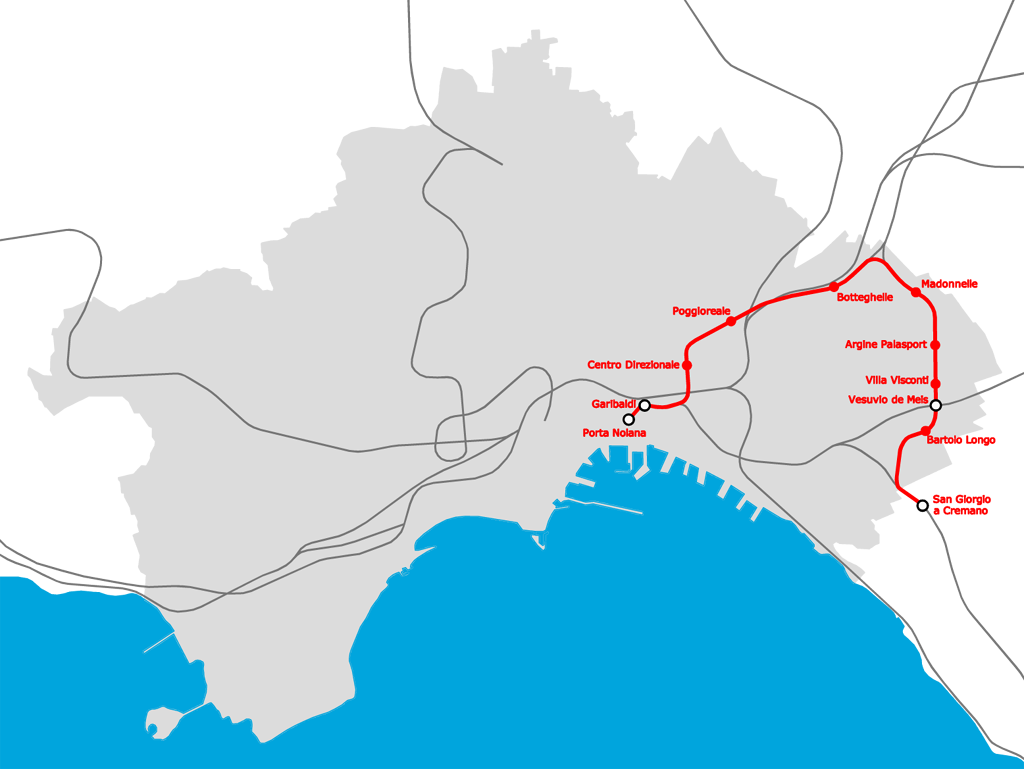
Mappa della Ferrovia Napoli - Centro Direzionale - San Giorgio della rete Circumvesuviana.

La ferrovia Napoli-Centro Direzionale-San Giorgio collega la stazione di Napoli Porta Nolana con il comune di San Giorgio a Cremano, attraversando i quartieri orientali di Napoli. La stazione di Vesuvio de Meis funge da nodo di interscambio con la linea Napoli-Sarno, gestita anch'essa dall'EAV. Il servizio nei giorni festivi è fortemente ridotto mentre è sospeso nella tratta Botteghelle-San Giorgio a Cremano.
Il servizio sulla tratta Porta Nolana-Botteghelle è stato inaugurato il 29 maggio 2004, dopo il completamento del raccordo tra le stazioni di Botteghelle e Madonnelle. Dal settembre 2021, le corse hanno una frequenza variabile tra i 25 e i 50 minuti, con riduzioni più significative nelle ore centrali della giornata, tra le 13:00 e le 15:00, quando l'intervallo supera le due ore. Nei giorni festivi, il servizio è fortemente ridotto.

#### Napoli - Nola - Baiano/Acerra
La ferrovia Napoli-Nola-Baiano collega Napoli al suo circondario nord-orientale, estendendosi fino a Baiano, in provincia di Avellino.
Dalla stazione di Pomigliano d'Arco parte una diramazione per Acerra, che però è attualmente senza traffico per mancanza di materiale rotabile, ma sarà utilizzata come linea prototipale per i nuovi treni attesi nella seconda metà del 2024 e in seguito a ciò riprenderà il normale servizio.

### Linea 7

Mappa della linea 7.

## Progetti futuri
| Linea   | Inizio  | Fine             | Apertura       | Lunghezza | Stazioni | Gestore |
| ------- | ------- | ---------------- | -------------- | --------- | -------- | ------- |
| Linea 7 | Soccavo | in progettazione | in costruzione | 4,5 km    | 6        | EAV     |

## Materiale rotabile
La rete si avvale di materiale rotabile omogeneo, attraverso il revamping del materiale già esistente e l'acquisto di nuovi convogli.
Il costo previsto per infrastrutture e materiale rotabile, al 2006, era pari a 8 miliardi di euro provenienti da fondi europei, nazionali ed enti locali. 